# Polska Grupa Lotnicza
Polska Grupa Lotnicza, PGL – największe przedsiębiorstwo lotnicze w Polsce z siedzibą w Warszawie, właściciel Polskich Linii Lotniczych LOT SA, LOT Aircraft Maintenance Services sp. z o.o. (LOTAMS), LS Airport Services SA. (LSAS) oraz LS Technics sp. z o.o. (LST). 

## Historia PGL
Zamiarem utworzenia PGL była konsolidacja sektora lotniczego w Polsce. Kapitał Polskiej Grupy Lotniczej to 2,5 miliarda zł. Spółki, które weszły w skład grupy, wniosły udziały do PGL. Organ jest reprezentowany przez zarząd, na którego czele stoi prezes zarządu.
W styczniu 2020 roku PGL złożyła ofertę zakupu linii lotniczych Condor Flugdienst. Oferta ta została przyjęta, transakcja miała zostać sfinalizowana do końca kwietnia 2020. 13 kwietnia 2020 PGL oświadczyła jednak, że odstępuje od transakcji zakupu. 
29 maja 2020 roku powołana została spółka o nazwie Lot Polish Airlines S.A., której właścicielem jest PGL (100% akcji). Nie są znane powody powołania spółki o bliźniaczej nazwie, dostępne są jedynie spekulacje, że została ona powołana w celu ogłoszenia kontrolowanej upadłości PLL LOT, która to spółka ma problemy finansowe z uwagi na pandemię COVID-19. W styczniu 2022 roku spółka zmieniła nazwę na LOTAIR SA, a 16 marca 2023 roku zawiesiła działalność na 24 miesiące. 

### Spółki wchodzące w skład PGL
1. Polskie Linie Lotnicze LOT – 100% akcji.
2. LOT Aircraft Maintenance Services sp. z o.o. (LOTAMS)
3. LS Airport Services SA. (LSAS)
4. LS Technics sp. z o.o. (LST)
5. LOTAIR SA - 100% akcji[8]